# Nesticus kyongkeomsanensis
Nesticus kyongkeomsanensis là một loài nhện trong họ Nesticidae.
Loài này thuộc chi Nesticus. Nesticus kyongkeomsanensis được miêu tả năm 2002 bởi Namkung.